# Eleutherodactylus myersi
Eleutherodactylus myersi là một loài ếch trong họ Leptodactylidae.
Nó được tìm thấy ở Colombia và có thể cả Ecuador.
Môi trường sống tự nhiên của nó là các khu rừng vùng núi ẩm nhiệt đới hoặc cận nhiệt đới, vùng cây bụi nhiệt đới hoặc cận nhiệt đới vùng đất cao, và đồng cỏ ở cao nhiệt đới hoặc cận nhiệt đới.